# Distretti della Birmania
I distretti della Birmania (in lingua birmana ခရိုင်) rappresentano il secondo livello di suddivisione amministrativa dello Stato asiatico della Birmania. Sono subordinati alle suddivisioni di primo livello, che sono gli stati, le regioni, i territori dell'Unione, le divisioni auto-amministrate e le zone auto-amministrate.
Al dicembre 2019 erano in totale 75 i distretti della Birmania, suddivisi a loro volta in township, quindi in città, ward e villaggi.